# Autonomía para Puerto Rico
Autonomía para Puerto Rico es una organización fundada en 2012 en Puerto Rico cuyo objetivo principal es su reincorporación a España como comunidad autónoma, nación de la que, según afirman, fue cedida a Estados Unidos tras la guerra hispano-estadounidense.
Dado el anómalo estatus político de la isla de Puerto Rico como Estado Libre Asociado a los Estados Unidos, que se perpetúa desde la ocupación de 1898, sin capacidad para participar en las elecciones estadounidenses, esta asociación considera que Puerto Rico vive una «situación colonial de subordinación política y monopolio comercial». Su referente directo es el autogobierno concedido por España con la Carta Autonómica de Puerto Rico en 1897.

## Creación y actividad
Según declaraba su representante principal, Iván Arrache Young, esta asociación nació de un modo espontáneo, a partir del sentimiento e inquietud de varias personas que contactaron en diferentes eventos sociales en torno al año 2012.
Durante sus escasos años de existencia, Autonomía para Puerto Rico ha organizado diferentes reuniones, conferencias y manifestaciones, comenzando a establecer contactos a lo largo de su país y en la propia España para ir dándose a conocer, ampliar su número de adeptos y conseguir financiación. En este sentido promueve iniciativas que consideran correctoras de una mala visión de España creada desde fuera del pueblo puertorriqueño. La organización tenía la intención de establecerse como partido político.
Algunos de los miembros de la Asociación de Autonomía para Puerto Rico fueron miembros fundadores del Movimiento de Reunificación de Puerto Rico con España, que es una plataforma política formada en su mayoría por puertorriqueños que entienden que el futuro de Puerto Rico pasa necesariamente por regresar y formar parte de España como la «Comunidad Autónoma número 18». Actualmente España está conformada por 17 comunidades autónomas y 2 ciudades autónomas. El movimiento tiene cada vez más difusión y repercusión tanto en la política como en la sociedad de la isla caribeña, así como en España. El partido toma como principal referente a las Islas Canarias, que encontrándose físicamente en el continente africano forma parte de España y de la Unión Europea (UE) como comunidad autónoma o región ultraperiférica. Otro ejemplo similar a las Islas Canarias es la región portuguesa que forma el archipiélago de Madeira y que de igual forma que las Canarias físicamente se encuentra en África y también forma parte de la UE. Existen además cinco ejemplos de departamentos y territorios de ultramar franceses que tienen el mismo estatus político y nivel de importancia que las regiones metropolitanas de Francia: Guadalupe y Martinica, en el Caribe; Mayotte y Reunión en el Índico; y la Guayana Francesa.
La anexión a España implicaría la participación de la economía puertorriqueña en dos continentes, por un lado con el continente americano y por otro con España y el mercado de la Unión Europea y los estándares de bienestar social de los países europeos, como es la educación, la sanidad de calidad y pública. Todo esto manteniendo un nivel de libertad mucho mayor que el actual dentro de la organización política que son la comunidad autónoma. Ser parte de España es ser ciudadano europeo, con las ventajas que esto conlleva como el libre tránsito de bienes y personas, no necesitar visa para vivir, trabajar o viajar por Europa, acceder a las universidades europeas, el programa Erasmus y un importante acceso de productos a un mercado interno sin aranceles como el europeo.

## Base histórica
Según establecía la Constitución Española de 1869, de los 381 diputados, 18 serían elegidos por los cubanos y 11 por los puertorriqueños. La Constitución española de 1876 marcaba, en su artículo 89 como Cuba y Puerto Rico serán representadas en las Cortes del Reino en la forma que determinase una ley especial, que podía ser diversa para cada una de las dos provincias. En 1884 fueron 16 los diputados puertorriqueños elegidos para el Congreso español, representando a los 15 distritos electorales de Puerto Rico. 
En 1864 Julio Vizcarrondo Coronado, español de origen puertorriqueño, fundó en Madrid la Sociedad Abolicionista Española, de la que fue su secretario hasta su disolución en 1888. Gracias al esfuerzo de Julio Vizcarrondo y otros españoles se abolió la esclavitud en Puerto Rico en 1873. Participó en la vida política y literaria española, siendo uno de los impulsores de la Revolución de 1868. De corte liberal y autonomista, logró ser diputado en las Cortes españolas por Puerto Rico desde 1886 hasta 1889.

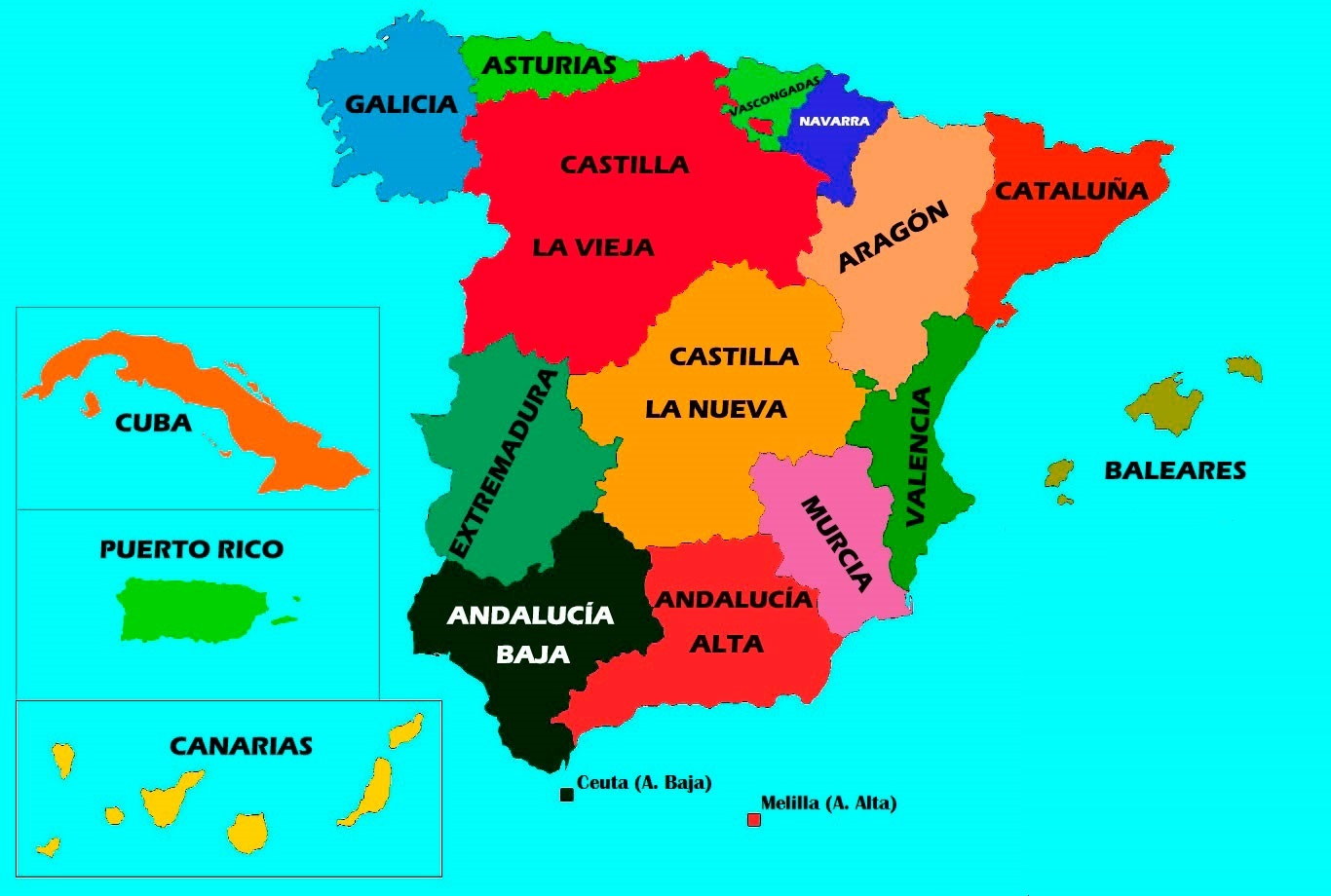
Estados propuestos en la Constitución Federal de 1873 (Primera República española), entre los que se incluía a Puerto Rico

En el año 1897 Puerto Rico, junto con Cuba, fueron las primeras regiones españolas en conseguir un estatus autonómico. La Carta Autonómica de Puerto Rico fue publicada en la Gaceta de Madrid el 28 de noviembre de 1897. El primer presidente del gobierno autonómico de Puerto Rico fue Francisco Mariano Quiñones en 1898. 
La invasión estadounidense de la isla tuvo lugar entre julio y agosto de 1898. El 9 de agosto murieron en la batalla de Coamo los héroes del ejército español comandante Rafael Martínez-Illescas y el capitán Frutos López Santos, que lucharon contra los americanos a sabiendas de que Cuba y Filipinas ya estaban perdidas. El 18 de octubre de 1898 se arrió la bandera de España después de 400 años y se suprimió por tanto la carta y el gobierno autónomo de Puerto Rico. Los periódicos de la época se hacen eco del júbilo que causó en un sector de la población de Puerto Rico la llegada de los americanos, pues vieron en la llegada de los extranjeros la salida de la pobreza y libertad, que azotaban no sólo a Puerto Rico sino a todas las partes de España en ese momento. Sin embargo, algunas personalidades del gobierno autonómico como Manuel Fernández Juncos, secretario del Partido Autonomista Histórico de Puerto Rico, se mantuvieron fieles a su patria como recoge el diario "El Día" de Madrid de fecha 18 de octubre de 1898. Manuel Fernández Juncos se inscribió en el consulado para conservar su nacionalidad española, luchó por las letras y la conservación del español en Puerto Rico. En 1903 reformó el himno de Puerto Rico, que consideraba demasiado beligerante con España y no representativo de todos los puertorriqueños, y contribuyó a establecer vínculos de fraternidad con España.
Luis Muñoz Rivera, otro de los componentes del gobierno autónomo de Puerto Rico y líder del Partido Autonomista Histórico, era descendiente de españoles, su abuelo era natural de Villota del Duque (Palencia) y jamás renegó ni olvidó su pasado español. Fue autonomista y contrario a la anexión americana de la isla: «Amábamos demasiado a nuestra raza latina para llevarla, como humilde tributaria, al seno de las razas del norte».